# Vild med dans (sæson 14)
Den 14. sæson af Vild med dans blev sendt fra den 8. september 2017.
Claus Elming og Sarah Grünewald vendte tilbage til deres henholdsvis 12. og femte sæson, som værter. Dommerpanelet bestod af de samme fire dommere som de sidste seks sæsoner: Nikolaj Hübbe, Anne Laxholm, Britt Bendixen og Jens Werner.

## Par
| #  | Kendt               | Profession      | Danser               | Status      |
| -- | ------------------- | --------------- | -------------------- | ----------- |
| 12 | Christian Bækgaard  | TV-vært         | Mille Funk           | Ude         |
| 11 | Ane Høgsberg        | Komiker         | Esbern Syhler-Hansen | Ude         |
| 10 | Lucas Hansen        | Skuespiller     | Sofie Kruuse         | Ude         |
| 9  | Jokeren             | Rapper          | Mie Moltke           | Ude         |
| 8  | Simon Jul           | Radiovært       | Claudia Rex          | Ude         |
| 7  | René Holten Poulsen | Kajakroer       | Jenna Bagge          | Ude         |
| 6  | Mie Ø. Nielsen      | Svømmer         | Mads Vad             | Ude         |
| 5  | Julia Sofia Aastrup | YouTuber        | Frederik Nonnemann   | Ude         |
| 4  | Dak Wichangoen      | Køkkenchef      | Thomas Evers Poulsen | Ude         |
| 3  | Daniel Svensson     | Håndboldspiller | Karina Frimodt       | Tredjeplads |
| 2  | Iben Hjejle         | Skuespiller     | Morten Kjeldgaard    | Andenplads  |
| 1  | Sofie Lassen-Kahlke | Skuespiller     | Michael Olesen       | Vindere     |

## Resultater
| Par                    | Plads | 1  | 2  | 3  | 4  | 5  | 6  | 7        | 8  | 9       | 8+9 | 10       | 11       | 12           |
| ---------------------- | ----- | -- | -- | -- | -- | -- | -- | -------- | -- | ------- | --- | -------- | -------- | ------------ |
| Sofie & Michael        | 1     | 14 | 13 | 24 | 24 | 27 | 29 | 29+27=56 | 30 | 31+5=36 | 66  | 35+33=68 | 32+34=66 | 39+36+40=115 |
| Iben & Morten          | 2     | 20 | 16 | 22 | 24 | 26 | 31 | 27+26=53 | 34 | 28+4=32 | 66  | 39+36=75 | 36+38=74 | 37+40+40=117 |
| Daniel & Karina        | 3     | 5  | 12 | 20 | 18 | 24 | 26 | 17+26=43 | 25 | 28+3=31 | 56  | 31+29=60 | 28+33=61 |              |
| Dak & Thomas           | 4     | 16 | 9  | 16 | 20 | 20 | 22 | 19+26=45 | 27 | 33+2=35 | 62  | 30+31=61 |          |              |
| Julia Sofia & Frederik | 5     | 13 | 15 | 17 | 20 | 20 | 19 | 24+27=51 | 27 | 26+1=27 | 54  |          |          |              |
| Mie & Mads             | 6     | 10 | 13 | 21 | 19 | 17 | 26 | 24+27=51 |    |         |     |          |          |              |
| René & Jenna           | 7     | 7  | 9  | 11 | 11 | 14 | 14 |          |    |         |     |          |          |              |
| Simon & Claudia        | 8     | 6  | 10 | 13 | 16 | 17 |    |          |    |         |     |          |          |              |
| Jokeren & Mie          | 9     | 14 | 8  | 16 | 11 |    |    |          |    |         |     |          |          |              |
| Lucas & Sofie          | 10    | 11 | 12 | 10 |    |    |    |          |    |         |     |          |          |              |
| Ane & Esbern           | 11    | 7  | 10 |    |    |    |    |          |    |         |     |          |          |              |
| Christian & Mille      | 12    | 12 |    |    |    |    |    |          |    |         |     |          |          |              |

Nøgle
     indikerer parret, der fik førstepladsen
     indikerer parret, der fik andenpladsen
     indikerer parret, der fik tredjepladsen
     indikerer parret, der var i omdans, men gik videre
     indikerer parret, der udgik
     indikerer det første par, der blev stemt ud
     indikerer parret, der er fredet i denne episode.
Grønne tal indikerer de højeste point for hver uge
Røde tal indikerer de laveste point for hver uge

### Gennemsnit
| Plads | Plads ift. gennemsnit | Par                    | Total | Antal danse | Gennemsnit |
| ----- | --------------------- | ---------------------- | ----- | ----------- | ---------- |
| 2     | 1                     | Iben & Morten          | 498   | 16          | 27,9       |
| 1     | 2                     | Sofie & Michael        | 480   | 16          | 27,2       |
| 3     | 3                     | Daniel & Karina        | 289   | 13          | 22,3       |
| 4     | 4                     | Dak & Thomas           | 245   | 11          | 20,7       |
| 5     | 5                     | Julia Sofia & Frederik | 184   | 9           | 20,4       |
| 6     | 6                     | Mie & Mads             | 132   | 7           | 18,9       |
| 8     | 7                     | Simon & Claudia        | 62    | 5           | 12,4       |
| 9     | 8                     | Jokeren & Mie          | 49    | 4           | 12,3       |
| 12    | 9                     | Christian & Mille      | 12    | 1           | 12         |
| 10    | 10                    | Lucas & Sofie          | 33    | 3           | 11         |
| 7     | 11                    | René & Jenna           | 66    | 6           | 11         |
| 11    | 12                    | Ane & Esbern           | 17    | 2           | 8,5        |

## Danse og sange

### Uge 1: Premiere
| Nummer | Rækkefølge             | Dans        | Musik                                                     | Hübbe | Laxholm | Bendixen | Werner | Point | Resultat |
| ------ | ---------------------- | ----------- | --------------------------------------------------------- | ----- | ------- | -------- | ------ | ----- | -------- |
| 1      | Mie & Mads             | Quickstep   | Living in New York City — Robin Thicke                    | 2     | 3       | 3        | 2      | 10    | Videre   |
| 2      | Christian & Mille      | Cha-cha-cha | It's So Nice to Have a Man Around the House — Della Reese | 3     | 3       | 3        | 3      | 12    | Ude      |
| 3      | Jokeren & Mie          | Vals        | Hushaby Mountain — Julie London                           | 3     | 4       | 4        | 3      | 14    | Videre   |
| 4      | Julia Sofia & Frederik | Salsa       | Shape of You — Ed Sheeran                                 | 4     | 4       | 3        | 2      | 13    | Videre   |
| 5      | Sofie & Michael        | Quickstep   | Neutron Dance — The Pointer Sisters                       | 3     | 4       | 3        | 4      | 14    | Videre   |
| 6      | Dak & Thomas           | Cha-cha-cha | Hjertet ser — Karen Busck & Erann DD                      | 4     | 5       | 4        | 3      | 16    | Videre   |
| 7      | René & Jenna           | Vals        | Right Next to the Right One — Céline Dion                 | 1     | 2       | 2        | 2      | 7     | Videre   |
| 8      | Ane & Esbern           | Salsa       | We Don't Talk Anymore — Charlie Puth & Selena Gomez       | 1     | 3       | 2        | 1      | 7     | Videre   |
| 9      | Daniel & Karina        | Quickstep   | Mama's Broken Heart — Miranda Lambert                     | 1     | 1       | 2        | 1      | 5     | Videre   |
| 10     | Iben & Morten          | Cha-cha-cha | Hot2touch — Felix Jaehn, Hight & Alex Aiono               | 5     | 5       | 5        | 5      | 20    | Videre   |
| 11     | Lucas & Sofie          | Vals        | If I Were a Painting — Kenny Rogers                       | 3     | 3       | 3        | 2      | 11    | Omdans   |
| 12     | Simon & Claudia        | Salsa       | I Like It Like That — Pete Rodriguez                      | 1     | 1       | 3        | 1      | 6     | Videre   |

### Uge 2
| Nummer | Rækkefølge             | Dans       | Musik                                     | Hübbe | Laxholm | Bendixen | Werner | Point | Resultat |
| ------ | ---------------------- | ---------- | ----------------------------------------- | ----- | ------- | -------- | ------ | ----- | -------- |
| 1      | Sofie & Michael        | Pasodoble  | Euphoria — Loreen                         | 3     | 3       | 3        | 4      | 13    | Videre   |
| 2      | Dak & Thomas           | Wienervals | I'm With You — Avril Lavigne              | 2     | 2       | 3        | 2      | 9     | Omdans   |
| 3      | Lucas & Sofie          | Salsa      | Questions — Chris Brown                   | 3     | 3       | 3        | 3      | 12    | Videre   |
| 4      | Simon & Claudia        | Tango      | Man Binder Os På Mund Og Hånd — Liva Weel | 2     | 2       | 3        | 3      | 10    | Videre   |
| 5      | Daniel & Karina        | Pasodoble  | On My Hotel TV — Skunk Anansie            | 3     | 3       | 3        | 3      | 12    | Videre   |
| 6      | Iben & Morten          | Wienervals | Remedy — Adele                            | 4     | 4       | 3        | 5      | 16    | Videre   |
| 7      | René & Jenna           | Salsa      | Solo Dance — Martin Jensen                | 2     | 2       | 3        | 2      | 9     | Videre   |
| 8      | Ane & Esbern           | Tango      | Burn It — Carpark North                   | 2     | 2       | 3        | 3      | 10    | Ude      |
| 9      | Mie & Mads             | Pasodoble  | For Evigt — Volbeat                       | 3     | 3       | 3        | 4      | 13    | Videre   |
| 10     | Jokeren & Mie          | Salsa      | Can't Stop Dancin' — Becky G              | 2     | 2       | 2        | 2      | 8     | Videre   |
| 11     | Julia Sofia & Frederik | Tango      | Formation — Beyoncé                       | 3     | 4       | 4        | 4      | 15    | Videre   |

### Uge 3
| Nummer | Rækkefølge             | Dans       | Musik                                     | Hübbe | Laxholm | Bendixen | Werner | Point | Resultat |
| ------ | ---------------------- | ---------- | ----------------------------------------- | ----- | ------- | -------- | ------ | ----- | -------- |
| 1      | Jokeren & Mie          | Quickstep  | Black & White — Todrick Hall & Superfruit | 4     | 4       | 4        | 4      | 16    | Omdans   |
| 2      | Iben & Morten          | Salsa      | Mujer Latina — Thalía                     | 6     | 6       | 5        | 5      | 22    | Videre   |
| 3      | Mie & Mads             | Wienervals | Piano Man — Billy Joel                    | 5     | 5       | 5        | 6      | 21    | Videre   |
| 4      | Julia Sofia & Frederik | Pasodoble  | Applause — Lady Gaga                      | 4     | 4       | 4        | 5      | 17    | Videre   |
| 5      | René & Jenna           | Quickstep  | Blame It On Me — George Ezra              | 3     | 3       | 3        | 2      | 11    | Videre   |
| 6      | Dak & Thomas           | Salsa      | ABC — The Jackson 5                       | 4     | 4       | 4        | 4      | 16    | Videre   |
| 7      | Sofie & Michael        | Wienervals | Fall For You — Leela James                | 6     | 6       | 6        | 6      | 24    | Videre   |
| 8      | Lucas & Sofie          | Quickstep  | Good Time Good Life — Erin Bowman         | 3     | 2       | 3        | 2      | 10    | Ude      |
| 9      | Simon & Claudia        | Pasodoble  | Supermassive Black Hole — Muse            | 2     | 3       | 4        | 4      | 13    | Videre   |
| 10     | Daniel & Karina        | Wienervals | Say You Love Me — Jessie Ware             | 5     | 5       | 5        | 5      | 20    | Videre   |

### Uge 4: Hollywood
| Nummer | Rækkefølge             | Dans      | Musik                                           | Hübbe | Laxholm | Bendixen | Werner | Point | Resultat |
| ------ | ---------------------- | --------- | ----------------------------------------------- | ----- | ------- | -------- | ------ | ----- | -------- |
| 1      | Daniel & Karina        | Salsa     | Buenos Aires — Madonna                          | 5     | 4       | 5        | 4      | 18    | Videre   |
| 2      | Simon & Claudia        | Vals      | Moon River — Audrey Hepburn                     | 3     | 4       | 4        | 5      | 16    | Omdans   |
| 3      | René & Jenna           | Jive      | In The Mood — Glenn Miller & Jodie Prenger      | 3     | 3       | 2        | 3      | 11    | Videre   |
| 4      | Dak & Thomas           | Quickstep | Good Morning — Debbie Reynolds & Gene Kelly     | 5     | 5       | 5        | 5      | 20    | Videre   |
| 5      | Sofie & Michael        | Salsa     | Cuban Pete — Ricky Ricardo                      | 6     | 6       | 5        | 7      | 24    | Videre   |
| 6      | Julia Sofia & Frederik | Vals      | Someday My Prince Will Come — Adriana Caselotti | 5     | 5       | 6        | 4      | 20    | Videre   |
| 7      | Jokeren & Mie          | Jive      | Top Hat, White Tie and Tails — Fred Astaire     | 3     | 3       | 2        | 3      | 11    | Ude      |
| 8      | Iben & Morten          | Quickstep | I Got Rhythm — Gene Kelly                       | 6     | 6       | 6        | 6      | 24    | Videre   |
| 9      | Mie & Mads             | Salsa     | Cinema Italiano — Kate Hudson                   | 5     | 4       | 4        | 6      | 19    | Videre   |

### Uge 5: Jukebox
| Nummer | Rækkefølge             | Dans        | Musik                                        | Hübbe | Bendixen | Laxholm | Werner | Point | Resultat |
| ------ | ---------------------- | ----------- | -------------------------------------------- | ----- | -------- | ------- | ------ | ----- | -------- |
| 1      | Julia Sofia & Frederik | Jive        | Sig Du Ka' Li' Mig — Tøsedrengene            | 5     | 5        | 5       | 5      | 20    | Videre   |
| 2      | Iben & Morten          | Rumba       | Under Stjernerne På Himlen — Tommy Seebach   | 7     | 7        | 6       | 6      | 26    | Videre   |
| 3      | Daniel & Karina        | Jive        | Vi Maler Byen Rød — Birthe Kjær              | 6     | 6        | 6       | 6      | 24    | Videre   |
| 4      | René & Jenna           | Cha-cha-cha | Smuk Som Et Stjerneskud — Brødrene Olsen     | 3     | 3        | 4       | 4      | 14    | Videre   |
| 5      | Mie & Mads             | Jive        | Fed Rock — Shu-bi-dua                        | 4     | 4        | 4       | 5      | 17    | Omdans   |
| 6      | Simon & Claudia        | Jive        | Det Bedste Til Mig Og Mine Venner — Gasolin' | 4     | 4        | 5       | 4      | 17    | Ude      |
| 7      | Dak & Thomas           | Rumba       | Sådan Nogen Som Os — Poul Krebs              | 4     | 5        | 5       | 6      | 20    | Videre   |
| 8      | Sofie & Michael        | Jive        | Fut I Fejemøget — John Mogensen              | 6     | 7        | 7       | 7      | 27    | Videre   |

### Uge 6
| Nummer | Rækkefølge             | Dans      | Musik                                             | Hübbe | Bendixen | Laxholm | Werner | Point | Resultat |
| ------ | ---------------------- | --------- | ------------------------------------------------- | ----- | -------- | ------- | ------ | ----- | -------- |
| 1      | René & Jenna           | Slowfox   | All of Me — John Legend                           | 4     | 3        | 3       | 4      | 14    | Ude      |
| 2      | Dak & Thomas           | Pasodoble | Un Paso Mas — Gold Star Ballroom Orchestra        | 5     | 6        | 5       | 6      | 22    | Videre   |
| 3      | Sofie & Michael        | Vals      | May Each Day — Andy Williams                      | 7     | 7        | 7       | 8      | 29    | Videre   |
| 4      | Julia Sofia & Frederik | Rumba     | We Don't Have to Take Our Clothes Off — Ella Eyre | 5     | 5        | 4       | 5      | 19    | Videre   |
| 5      | Mie & Mads             | Vals      | Amar Pelos Dois — Salvador Sobral                 | 6     | 6        | 7       | 7      | 26    | Omdans   |
| 6      | Iben & Morten          | Pasodoble | Are You Gonna Go My Way — Lenny Kravitz           | 8     | 7        | 8       | 8      | 31    | Videre   |
| 7      | Daniel & Karina        | Vals      | People Help the People — Birdy                    | 7     | 6        | 7       | 6      | 26    | Videre   |

### Uge 7: Norden
| Nummer | Rækkefølge                                        | Dans        | Musik                               | Hübbe | Laxholm | Bendixen | Werner | Point  | Resultat |
| ------ | ------------------------------------------------- | ----------- | ----------------------------------- | ----- | ------- | -------- | ------ | ------ | -------- |
| 1      | Iben & Morten                                     | Slowfox     | Vem vet? — Lisa Ekdahl              | 7     | 7       | 7        | 6      | 27     | Omdans   |
| 2      | Daniel & Karina                                   | Cha-cha-cha | Alle Elsker Kærlighed — Rasmus Nøhr | 4     | 4       | 5        | 4      | 17     | Videre   |
| 3      | Dak & Thomas                                      | Slowfox     | Tusind stykker — Anne Linnet        | 4     | 4       | 5        | 6      | 19     | Videre   |
| 4      | Sofie & Michael                                   | Cha-cha-cha | Fem fine frøkner — Gabrielle        | 7     | 7       | 7        | 8      | 29     | Videre   |
| 5      | Julia Sofia & Frederik                            | Quickstep   | Emoji — Albert Dyrlund              | 6     | 6       | 6        | 6      | 24     | Videre   |
| 6      | Mie & Mads                                        | Cha-cha-cha | Pop — L.I.G.A                       | 5     | 6       | 5        | 8      | 24     | Ude      |
| 1      | Iben & Morten Daniel & Karina Dak & Thomas        | Holddans    | Dark Night — MØ                     | 7     | 6       | 6        | 7      | 26 (0) | Taber    |
| 2      | Sofie & Michael Julia Sofia & Frederik Mie & Mads | Holddans    | White Nights — Oh Land              | 6     | 7       | 6        | 8      | 27 (2) | Vinder   |

- I den syvende uge skulle de resterende par ud i én individuel dans, og derefter delte parrene sig i to hold, der hver især optrådte med én holddans. Parrene i den holddans, som fik flest point fra dommerne, fik to ekstra point lagt oven i sin individuelle karakter. Vinderen af holddansen blev Hold Lys.

### Uge 8: Knæk Cancer
| Nummer | Rækkefølge             | Dans        | Musik                                 | Hübbe | Laxholm | Bendixen | Werner | Point | Resultat |
| ------ | ---------------------- | ----------- | ------------------------------------- | ----- | ------- | -------- | ------ | ----- | -------- |
| 1      | Dak & Thomas           | Jive        | Title — Meghan Trainor                | 6     | 7       | 7        | 7      | 27    | Videre   |
| 2      | Sofie & Michael        | Slowfox     | Lay Me Down — Sam Smith               | 7     | 6       | 8        | 9      | 30    | Videre   |
| 3      | Julia Sofia & Frederik | Cha-cha-cha | Cover Girl — RuPaul                   | 5     | 6       | 8        | 8      | 27    | Videre   |
| 4      | Daniel & Karina        | Slowfox     | She's Like The Wind — Patrick Swayze  | 6     | 6       | 7        | 6      | 25    | Videre   |
| 5      | Iben & Morten          | Jive        | Faith — Stevie Wonder & Ariana Grande | 8     | 8       | 9        | 9      | 34    | Videre   |

- Denne uge bliver Vild med dans afholdt på Det Kongelige Teater i København. Ingen par røg ud denne aften.

### Uge 9: Halloween
| Nummer | Rækkefølge              | Dans         | Musik                                     | Hübbe | Laxholm | Bendixen | Werner | Point | Resultat |
| ------ | ----------------------- | ------------ | ----------------------------------------- | ----- | ------- | -------- | ------ | ----- | -------- |
| 1      | Sofie & Michael         | Rumba        | Falling Into You — Celine Dion            | 7     | 8       | 8        | 8      | 31    | Omdans   |
| 2      | Julia Sofia & Frederik  | Wienervals   | Too Late For Lullabies — James Morrison   | 6     | 7       | 7        | 6      | 26    | Ude      |
| 3      | Iben & Morten           | Tango        | Hallow — Tori Kelly                       | 8     | 7       | 7        | 6      | 28    | Videre   |
| 4      | Daniel & Karina         | Rumba        | Say You Won’t Let Go — James Arthur       | 6     | 7       | 8        | 7      | 28    | Videre   |
| 5      | Dak & Thomas            | Tango        | Coldest Winter — Kanye West               | 7     | 9       | 8        | 9      | 33    | Videre   |
| —      | Sofie og Michael        | Maraton-dans | The Time Warp — Rocky Horror Picture Show | —     | —       | —        | —      | 5     | —        |
| —      | Iben og Morten          | Maraton-dans | The Time Warp — Rocky Horror Picture Show | —     | —       | —        | —      | 4     | —        |
| —      | Daniel og Karina        | Maraton-dans | The Time Warp — Rocky Horror Picture Show | —     | —       | —        | —      | 3     | —        |
| —      | Dak og Thomas           | Maraton-dans | The Time Warp — Rocky Horror Picture Show | —     | —       | —        | —      | 2     | —        |
| —      | Julia Sofia og Frederik | Maraton-dans | The Time Warp — Rocky Horror Picture Show | —     | —       | —        | —      | 1     | —        |

- Denne uges maratondans påvirkede pointgivningen ved, at det vindende par, Sofie og Michael, fik 5 point lagt oven i karakteren på deres individuelle dans. Iben og Morten fik 4 point for at blive nummer to. Daniel og Karina fik 3 point for deres tredjeplads, mens Dak og Thomas og Julia Sofia og Frederik fik henholdsvis 2 og 1 point lagt til deres karakter for fjerde- og femtepladsen.

### Uge 10: Street
| Nummer | Rækkefølge      | Dans             | Musik                                                      | Hübbe | Bendixen | Laxholm | Werner | Point | Resultat |
| ------ | --------------- | ---------------- | ---------------------------------------------------------- | ----- | -------- | ------- | ------ | ----- | -------- |
| 1      | Daniel & Karina | Argentinsk Tango | Angelica — Hans Zimmer & Rodrigo Y Gabriela                | 8     | 8        | 8       | 7      | 31    | Omdans   |
| 1      | Daniel & Karina | Street-dans      | Mo Money Mo Problems — Notorious B.I.G., Puff Daddy & Mase | 7     | 7        | 8       | 7      | 29    | Omdans   |
| 2      | Sofie & Michael | Argentinsk Tango | Adios Nonino — Carlos García                               | 8     | 9        | 8       | 10     | 35    | Videre   |
| 2      | Sofie & Michael | Street-dans      | Mo Money Mo Problems — Notorious B.I.G., Puff Daddy & Mase | 8     | 8        | 8       | 9      | 33    | Videre   |
| 3      | Dak & Thomas    | Argentinsk Tango | Celos — Orquesta De Tango Argentina                        | 7     | 7        | 9       | 7      | 30    | Ude      |
| 3      | Dak & Thomas    | Street-dans      | Wild Wild West — Will Smith, Dru Hill & Kool Moe Dee       | 7     | 8        | 8       | 8      | 31    | Ude      |
| 4      | Iben & Morten   | Argentinsk Tango | Quejumbroso — Orquesta Color Tango Roberto Alvarez         | 10    | 9        | 10      | 10     | 39    | Videre   |
| 4      | Iben & Morten   | Street-dans      | Wild Wild West — Will Smith, Dru Hill & Kool Moe Dee       | 9     | 9        | 9       | 9      | 36    | Videre   |

### Uge 11: Semifinale
| Nummer | Rækkefølge      | Dans  | Musik                                     | Hübbe | Bendixen | Laxholm | Werner | Point | Resultat |
| ------ | --------------- | ----- | ----------------------------------------- | ----- | -------- | ------- | ------ | ----- | -------- |
| 1      | Sofie & Michael | Tango | Castle On The Hill - Ed Sheeran           | 8     | 8        | 8       | 8      | 32    | Videre   |
| 1      | Sofie & Michael | Samba | Rain - The Script                         | 8     | 8        | 9       | 9      | 34    | Videre   |
| 2      | Iben & Morten   | Vals  | When we were young - Adele                | 9     | 9        | 9       | 9      | 36    | Videre   |
| 2      | Iben & Morten   | Samba | Lean on - Major Lazer feat. MØ & DJ Snake | 10    | 9        | 10      | 9      | 38    | Videre   |
| 3      | Daniel & Karina | Tango | Crystalised - The XX                      | 7     | 7        | 7       | 7      | 28    | Ude      |
| 3      | Daniel & Karina | Samba | It's a jungle out here - Philip Lawrence  | 8     | 8        | 8       | 9      | 33    | Ude      |

### Uge 12: Finale
| Nummer | Rækkefølge      | Dans      | Musik | Hübbe | Bendixen | Laxholm | Werner | Point | Resultat   |
| ------ | --------------- | --------- | --- | ----- | -------- | ------- | ------ | ----- | ---------- |
| 1      | Iben & Morten   | Tango     | Hollow - Tori Kelley |       |          |         |        | 37    | Andenplads |
| 1      | Iben & Morten   | Latinmix  | Sexual Healing - Marvin Gaye/Mas Que Nada - Sérgio Mendes & Black Eyed Peas/Working Night And Day - Michael Jackson/Controvers - Prince/Tippy Toes - Robin Thicke | 10    | 10       | 10      | 10     | 40    | Andenplads |
| 1      | Iben & Morten   | Freestyle | Unsteady (Erich Lee Gravity Remix) - X Ambassadors | 10    | 10       | 10      | 10     | 40    | Andenplads |
| 2      | Sofie & Michael | Quickstep | Neutron Dance - Pointer Sisters |       |          |         |        | 39    | Vindere    |
| 2      | Sofie & Michael | Latinmix  | Sexual Healing - Marvin Gaye/Mas Que Nada - Sérgio Mendes & Black Eyed Peas/Working Night And Day - Michael Jackson/Controvers - Prince/Tippy Toes - Robin Thicke | 9     | 9        | 9       | 9      | 36    | Vindere    |
| 2      | Sofie & Michael | Freestyle | Dancing On My Own - Robyn /Do You Love Me - The Contours | 10    | 10       | 10      | 10     | 40    | Vindere    |